# Печёночница Фальконера
Печёночница Фальконера (лат. Hepatica falconeri) — многолетнее травянистое растение, вид рода Печёночница (Hepatica) семейства Лютиковые (Ranunculaceae). Естественный ареал находится в высокогорьях Центральной Азии. Долгое время этот вид был совершенно неизвестен, он был вновь открыт и подтвержден в 2001 году в горах северного Пакистана на высоте около 3000 м японскими и пакистанскими ботаниками.

## Ботаническое описание
Многолетнее травянистое растение высотой 6-15 (-20) см. Молодые листья появляются с марта, после цветения растения растут до октября и желтеют к концу ноября. Листья трёхлопастные с многочисленными кончиками, похожие на H. transsilvanica. Цветы имеют от 5 до 7 белых лепестков, изредка с красноватой изнанкой. Их диаметр составляет 10-18 (-20) мм. Подобно H. transsilvanica, растение образует ползучие прикорневые побеги, корневище которых имеет удлиненные, мембранные чешуйки на кончике. Базальные листья трёхлопастные, почковидно-сердцевидные, сначала мохнатые, позже редко мягковолосистые, глубоко рассеченные, иногда со светлыми пятнами. На стебле имеются горизонтально выступающие мягкие волоски. Вид диплоидный, как и печеночница обыкновенная, с числом хромосом 2n=14.

## Распространение и экология
Встречается в горных лесах Центральной Азии. Естественный ареал находится в Гималаях (районы Химачал-Прадеш и Джамму и Кашмир), Тянь-Шане на северо-западе Китая (Синьцзян-Гульджа до Кашмира), Трансили-Алатау в Казахстане, Памире и Алае в Кыргызстане и Таджикистане и северные горы Пакистана. Произрастает в тенистых лесах, а также на каменистых горных склонах на карстовых известняках на высоте 2000-3100 м.

## Использование
Вид иногда используется в качестве декоративного растения.